# Graham Henry
Pour les articles homonymes, voir Henry.

Dernière mise à jour le 27 avril 2013.
Graham Henry, né le 8 juin 1946 à Christchurch, est un entraîneur de rugby à XV néo-zélandais.

## Biographie
Après avoir été entraîneur des Auckland Blues avec qui il remporte les deux premiers Super 12 en 1996 et 1997, il devient entraîneur du pays de Galles. Il met en place les fondations qui permettront plus tard aux gallois de renouer avec leur glorieux passé en remportant le Grand Chelem 2005.
En 2001, il est nommé entraîneur de Lions pour la tournée en Australie, devenant le premier non britannique ou irlandais à ce poste.
En février 2002, en accord avec la fédération galloise, il est démis de ses fonctions après une lourde défaite contre l'Irlande lors du premier match du tournoi 2002.
Il revient chez les Blues en tant que conseiller technique et remporte avec eux un nouveau Super 12 en 2003.
Après la coupe du monde de rugby 2003, il prend la place de John Mitchell à la tête des All Blacks. Son premier tri-nations se termine par une dernière place, mais dès l'automne 2004, il commence à mettre en place le jeu qu'il désire voir appliquer par ses joueurs. Aux grandes qualités individuelles des joueurs, il veut renouer avec les qualités traditionnelles des Blacks: une grande maîtrise des fondamentaux et de la conquête, de l'occupation du terrain.
Cela se traduit par une victoire impressionnante contre la France en automne 2004, mais surtout par une victoire écrasante contre les Lions lors de la Tournée de l'équipe des Lions britanniques et irlandais de rugby à XV en 2005, gagnant les trois matchs de la série.
Ils sont logiquement désignés comme l'équipe de l'année, Graham Henry est entraîneur de l'année et l'ouvreur Daniel Carter est le joueur de rugby de l'année 2005.
La saison 2006 voit une nouvelle domination des All Blacks, ils remportent largement le Tri-nations 2006 et battent nettement la France et l'Angleterre.
À la suite de la défaite contre l'équipe de France à la Coupe du Monde 2007 en quarts de finale, la Fédération néo-zélandaise a annoncé qu’un nouvel entraîneur succèderait à Graham Henry d'ici la fin de l'année, alors que son contrat courait jusqu'en mars 2008. Cependant, début décembre, la Fédération décide de le reconduire à son poste pour deux nouvelles années.
Après la Coupe du Monde 2011 Graham Henry quitte son poste de sélectionneur des All Blacks. En huit années de mandat, l'ancien professeur de lycée présente un bilan impressionnant: 85 % de victoires (88 en 103 matches ; les 15 défaites se décomposent de la façon suivante : 8 contre l'Afrique du Sud, 5 contre l'Australie et 2 contre la France), soit le meilleur bilan d'un entraîneur de l'histoire du rugby moderne. Seuls John Mitchell, son prédécesseur à la tête des Blacks (82 % entre 2001 et 2003), et Rod McQueen, l'entraîneur de l'équipe d'Australie championne du monde en 1999 (79 % entre 1997 et 2001), l'approchent. Il compte alors cinq titres dans le Tri-Nations (2005, 2006, 2007, 2008, 2010) et de la Coupe du monde de rugby à XV 2011.
Après la coupe du monde 2011, il devient conseiller auprès de l'Argentine et des Blues.

## Bilan de sélectionneur
| Année | Sélection        | Poste         | Tournoi                                | Coupe du monde     | Classement World Rugby en fin d'année |
| ----- | ---------------- | ------------- | -------------------------------------- | ------------------ | ------------------------------------- |
| 1998  | Pays de Galles   | Sélectionneur | Cinq Nations – 3e                      | n/a                | n/a                                   |
| 1999  | Pays de Galles   | Sélectionneur | Cinq Nations – 3e                      | Quart de finale    | n/a                                   |
| 2000  | Pays de Galles   | Sélectionneur | Six Nations – 4e                       | n/a                | n/a                                   |
| 2001  | Pays de Galles   | Sélectionneur | Six Nations – 4e                       | n/a                | n/a                                   |
| 2004  | Nouvelle-Zélande | Sélectionneur | Tri Nations – 3e                       | n/a                | 1er                                   |
| 2005  | Nouvelle-Zélande | Sélectionneur | Tri Nations - Vainqueur                | n/a                | 1er                                   |
| 2006  | Nouvelle-Zélande | Sélectionneur | Tri Nations - Vainqueur                | n/a                | 1er                                   |
| 2007  | Nouvelle-Zélande | Sélectionneur | Tri Nations - Vainqueur                | Quart de finale    | 2e                                    |
| 2008  | Nouvelle-Zélande | Sélectionneur | Tri Nations - Vainqueur                | n/a                | 1er                                   |
| 2009  | Nouvelle-Zélande | Sélectionneur | Tri Nations – 2e                       | n/a                | 1er                                   |
| 2010  | Nouvelle-Zélande | Sélectionneur | Tri Nations – Vainqueur (Grand Chelem) | n/a                | 1er                                   |
| 2011  | Nouvelle-Zélande | Sélectionneur | Tri Nations – 2e                       | Champion (détails) | 1er                                   |

## Palmarès
- Vainqueur du Super 12 1996 et 1997, 2003
- Vainqueur des Tri-nations 2005, 2006, 2007, 2008, 2010
- Vainqueur de la Coupe du monde de rugby à XV 2011
- Autres
  - Bledisloe Cup en 2004, 2005, 2006, 2007, 2008, 2009, 2010 et 2011
  - Trophée Dave Gallaher en 2004, 2006 et 2009

## Distinction
- Membre du Temple de la renommée World Rugby depuis 2019[1].